# Sahasrara
Sahasrara – według tradycji hinduskiej najwyższa ćakra, odpowiedzialna za postrzeganie życia z wysokiej perspektywy. Na tym poziomie ulatują wszelkie niedoskonałości, strach przestaje istnieć. Łatwo osiągnąć wtedy stan odprężenia i relaksu.

## Według C.G. Junga
Ćakra sahasrara opisana jest jako pozostająca poza doświadczaniem, ponieważ zachodzi jedność wszystkiego z wszystkim. Cytując opis z tego rozdziału: nie ma już Boga, jest tylko Brahman.